# North Newnton
North Newnton est une paroisse civile et un village du Wiltshire, en Angleterre.